# Château de Thurant

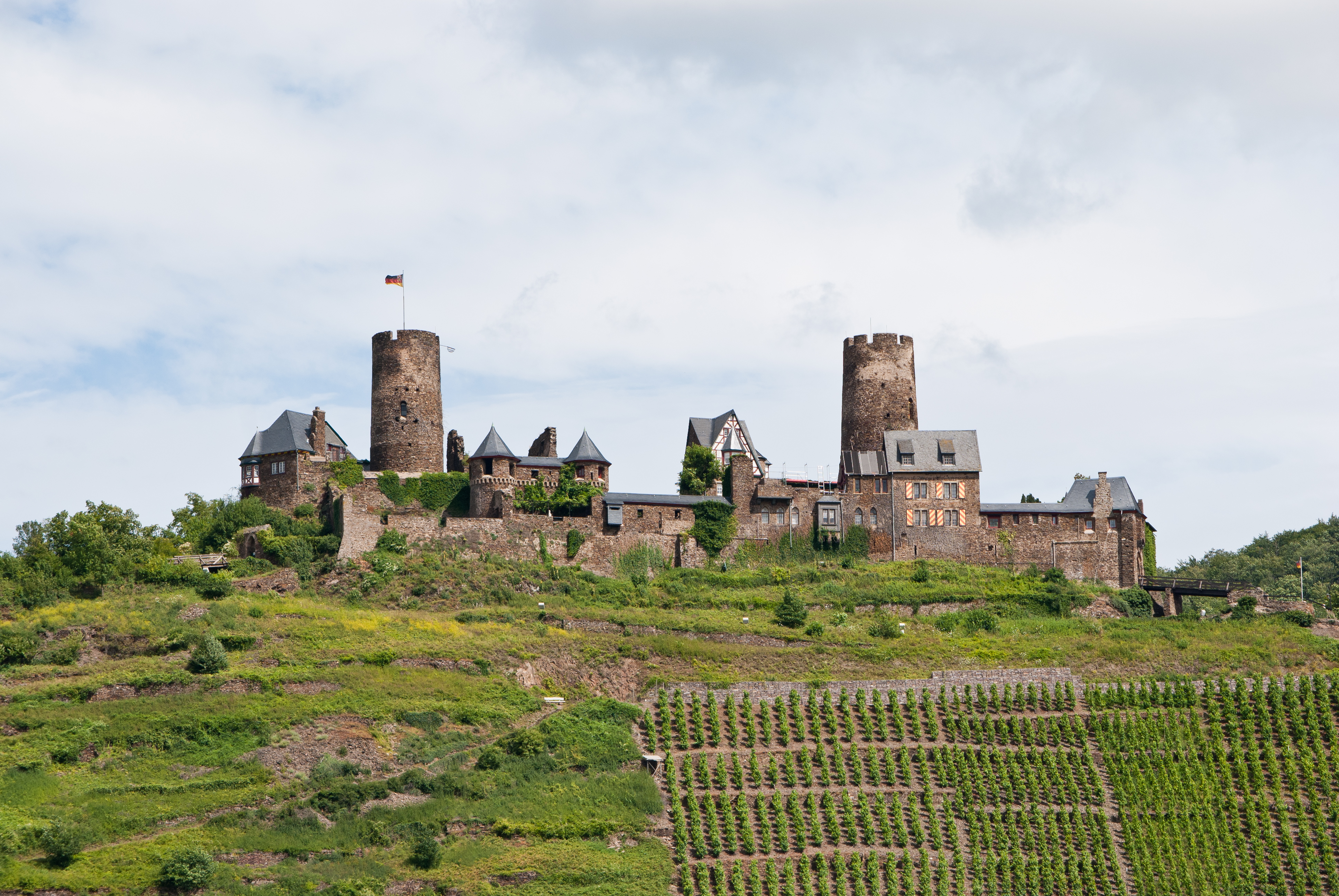
Le château fort de Thurant vue du nord-ouest.

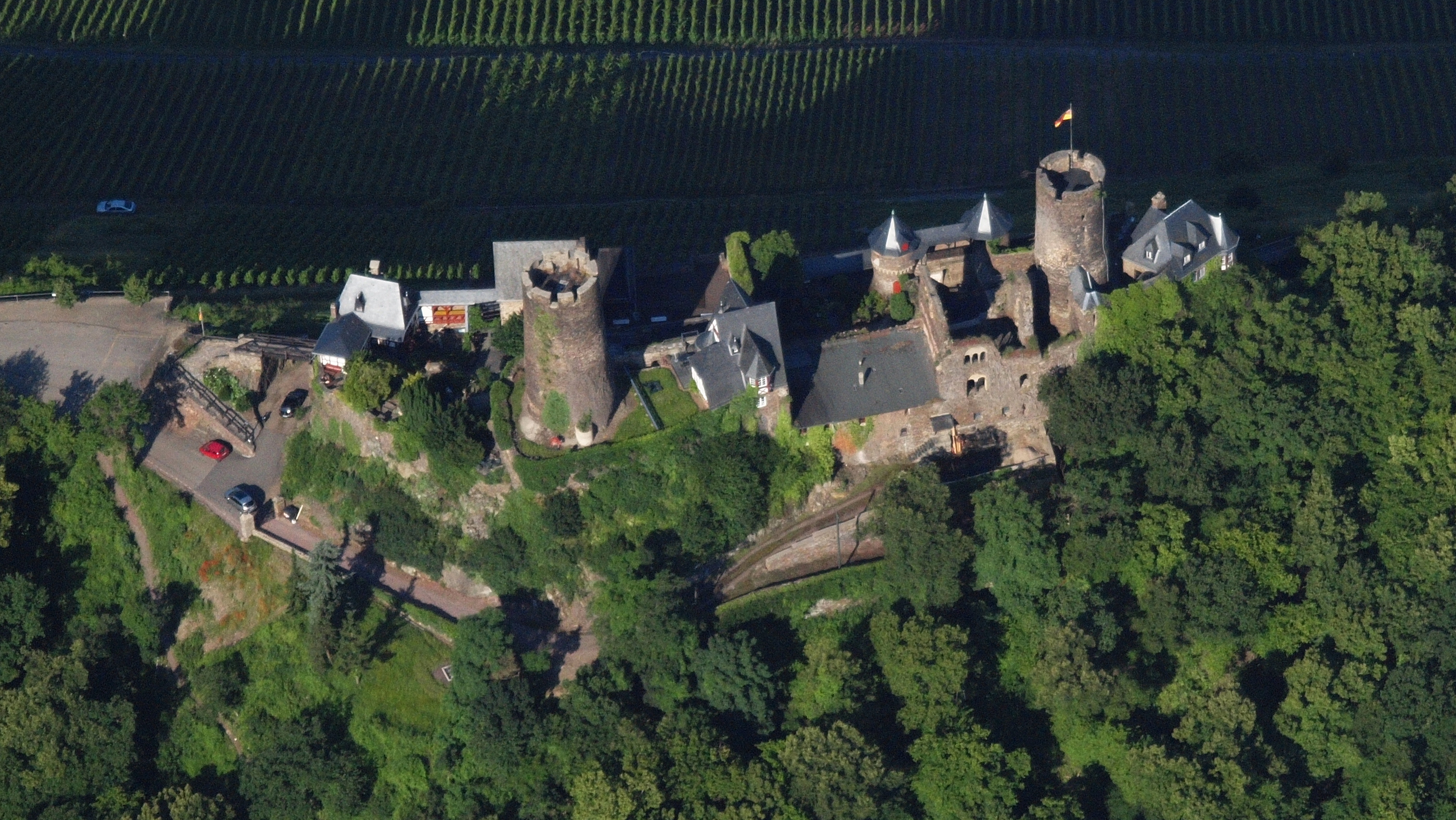
Vue aérienne du château fort depuis l'est.

Les ruines du château fort de Thurant (ou Thurandt) se dressent au sommet d'un éperon schisteux dominant la localité d'Alken sur la Moselle. Il se trouve dans l'Arrondissement de Mayen-Coblence (Rhénanie-Palatinat). L'adret est remarquable par ses abondants vignobles.
Au XIIIe siècle, il fut co-administré par les archevêchés de Cologne et de Trèves qui y déléguaient chacun un burgrave, possédant chacun leur donjon, leurs corps de logis, ateliers et cuisines, ainsi qu'un accès propre à la forteresse.
Au début du XVIe siècle, le château sombra dans l'abandon ; la guerre de la Ligue d'Augsbourg acheva de le réduire en ruines. Robert Allmers (1872–1951), industriel originaire de Varel et cofondateur des usines Hansa-Lloyd de Brême, racheta le domaine en 1911 et entreprit des réparations. Le château reste aujourd’hui une propriété privée, mais peut, moyennant des frais d'inscription, être visité entre mars et novembre. Le Land de Rhénanie-Palatinat, comme la Convention de La Haye (1954), ont classé le château et le site Monument historique.

## Histoire
Les vestiges de poterie et les monnaies témoignent d'une occupation du site à l’époque romaine. La première mention du château remonte à 1209.

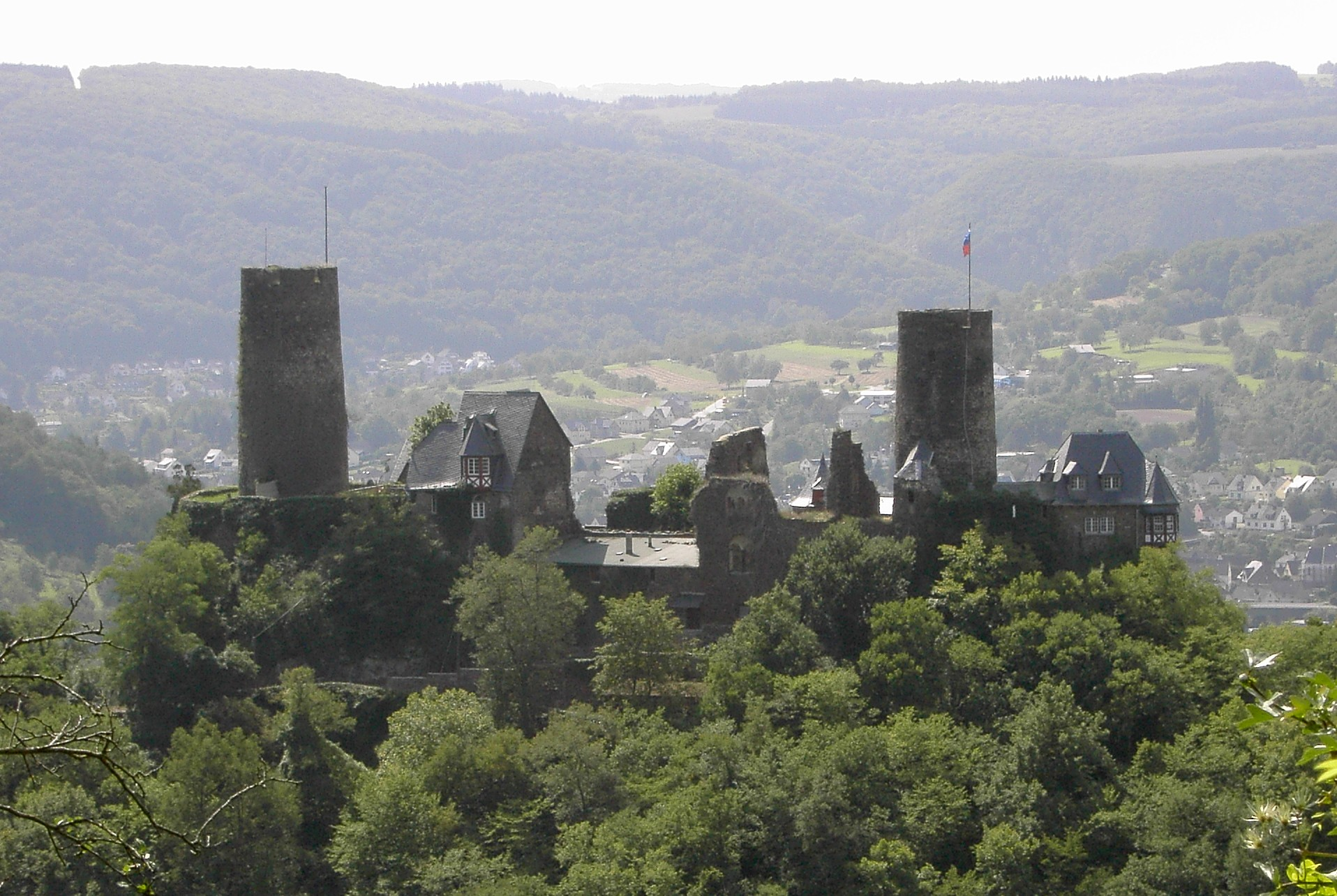
Panorama sur le château depuis le Bleidenberg d'Oberfell.

C'est vraisemblablement entre 1198 et 1206 que le comte palatin guelfe Henri Ier ler Long fit édifier cette forteresse pour affirmer l'autorité de son frère, l’empereur Othon IV sur la basse vallée de la Moselle. Selon diverses sources il baptisa ce château par allusion au Toron des chevaliers à Tyr, qu'il avait assiégé en vain durant une expédition de Barberousse au cours de la Troisième croisade. Le comte palatin Henri II était mort en 1214 sans laisser de descendance mâle, l’empereur Frédéric de Hohenstaufen partagea le château et la terre d'Alken comme fief d'empire entre le Palatinat du Rhin et les Wittelsbach, appuis fidèles des Hohenstaufen.
Par son emplacement stratégique au cœur du pays de Trèves, le château de Thurant attisait la convoitise des archevêques rhénans. En 1216, Engelbert II de Berg s'en empara par la force. En dépit des protestations du pape Honorius III contre ce coup de main, Engelbert s'accrocha à cette conquête jusqu'à sa mort en novembre 1225, et refusa de la remettre aux comtes palatins du Rhin. Othon II de Bavière nomma comme burgrave de l'endroit le chevalier Berlewin, dit Zurn. Ce Berlewin se comportait comme un seigneur brigand et de son château mettait en coupe réglée Trèves et sa région, ce qui poussa Arnout II d'Isembourg et Konrad von Hochstaden à grouper leurs forces pour assiéger le château (grande faide de 1246). La forteresse tomba en 1248 et les deux archevêques convinrent d'un traité de pardon signé le 17 novembre 1248, qui constitue à ce jour l'un des plus vieux manuscrits en allemand : par ce traité, les comtes palatins abandonnent le château de Thurant et la terre attenante d'Alken aux deux archevêques rhénans.

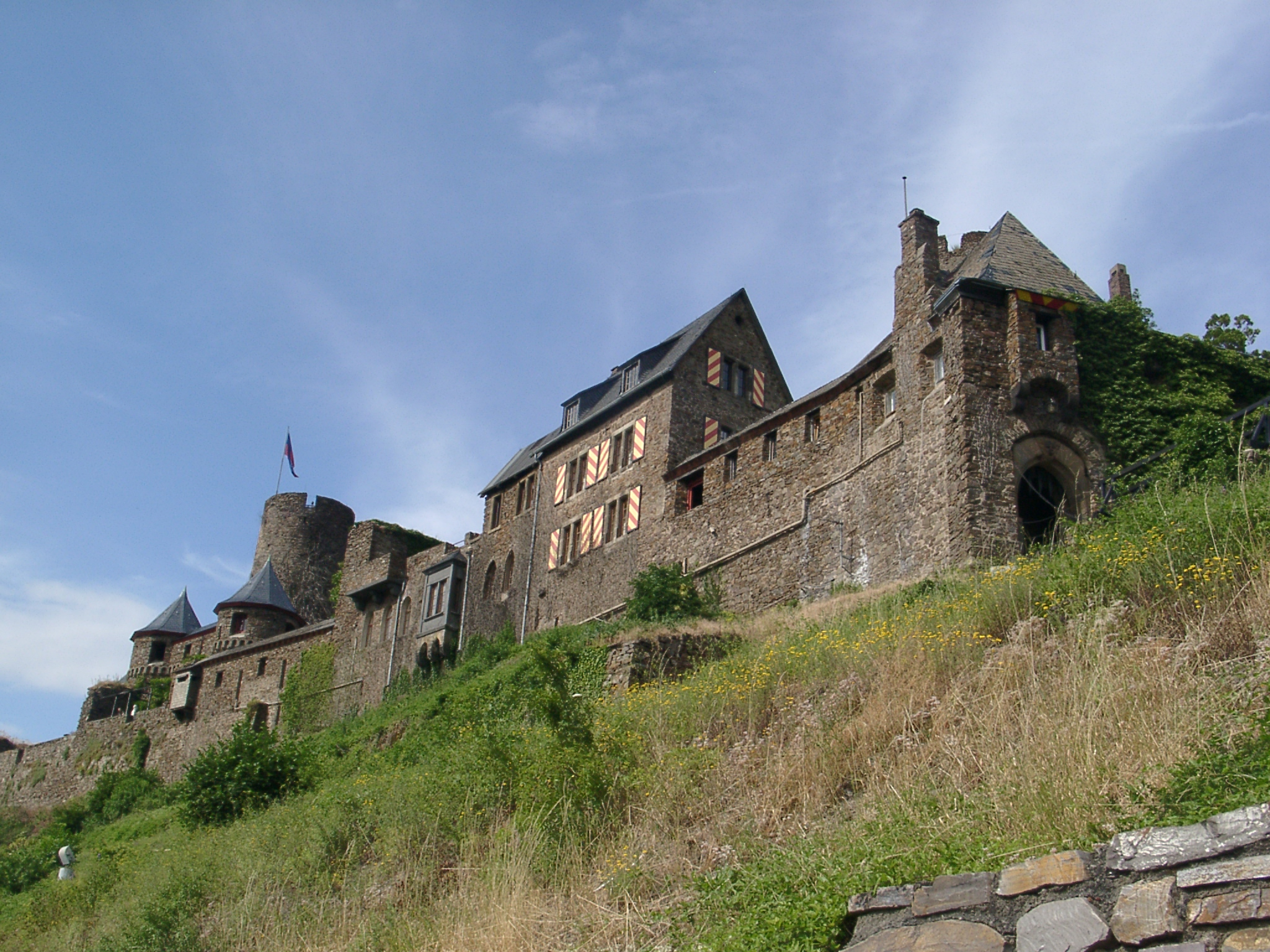
Aile ouest du château de Thurant

Les archevêques aménagèrent la place en deux châtelets : celui de Trèves et celui de Cologne, séparés par une muraille et administré chacun par un burgrave. Chaque châtelet possédait sa propre entrée, ses corps de logis et ateliers, et surtout un donjon propre, appelés depuis donjon de Trèves et donjon de Cologne. Aux XIVe et XVe siècle ces châtelets devinrent de simples biens, puis même des hypothèques. Parmi les familles nobles qui occupèrent Thurant depuis le début du XIVe siècle, on compte les barons de Schöneck, de Winningen, d'Eltz et de Reck. En 1495, les seigneurs de Wiltberg en devinrent les propriétaires. À partir de 1542, il se servirent du château en ruine comme d'une carrière de pierre, pour construire leur château d'Alken, le Wiltburg.
Pendant la guerre de la Ligue d'Augsburg, en 1689, l'armée française acheva de détruire ce fort stratégique. Il n'en subsiste plus depuis que les deux donjons ainsi qu'un corps de logis du XVIe siècle.
Le conseiller Robert Allmers racheta le domaine en 1911 et fit reconstruire en partie le château pendant la guerre, en 1915-16. Depuis 1973, le domaine a été restitué aux familles Allmers et Wulf.

## Le châtelet de Trèves
On accède au châtelet de Trèves par un pont de bois franchissant le fossé. La porte s'ouvre sur une vaste cour intérieure, aménagée au XXe siècle par Robert Allmers en jardin d'agrément. De là on peut rejoindre au nord le donjon (Trierer Turm) haut de 20 m, édifié sur une plate-forme surélevée. Sa base, épaisse de trois mètres, en a fait un réservoir, et il n'est donc pas visitable.

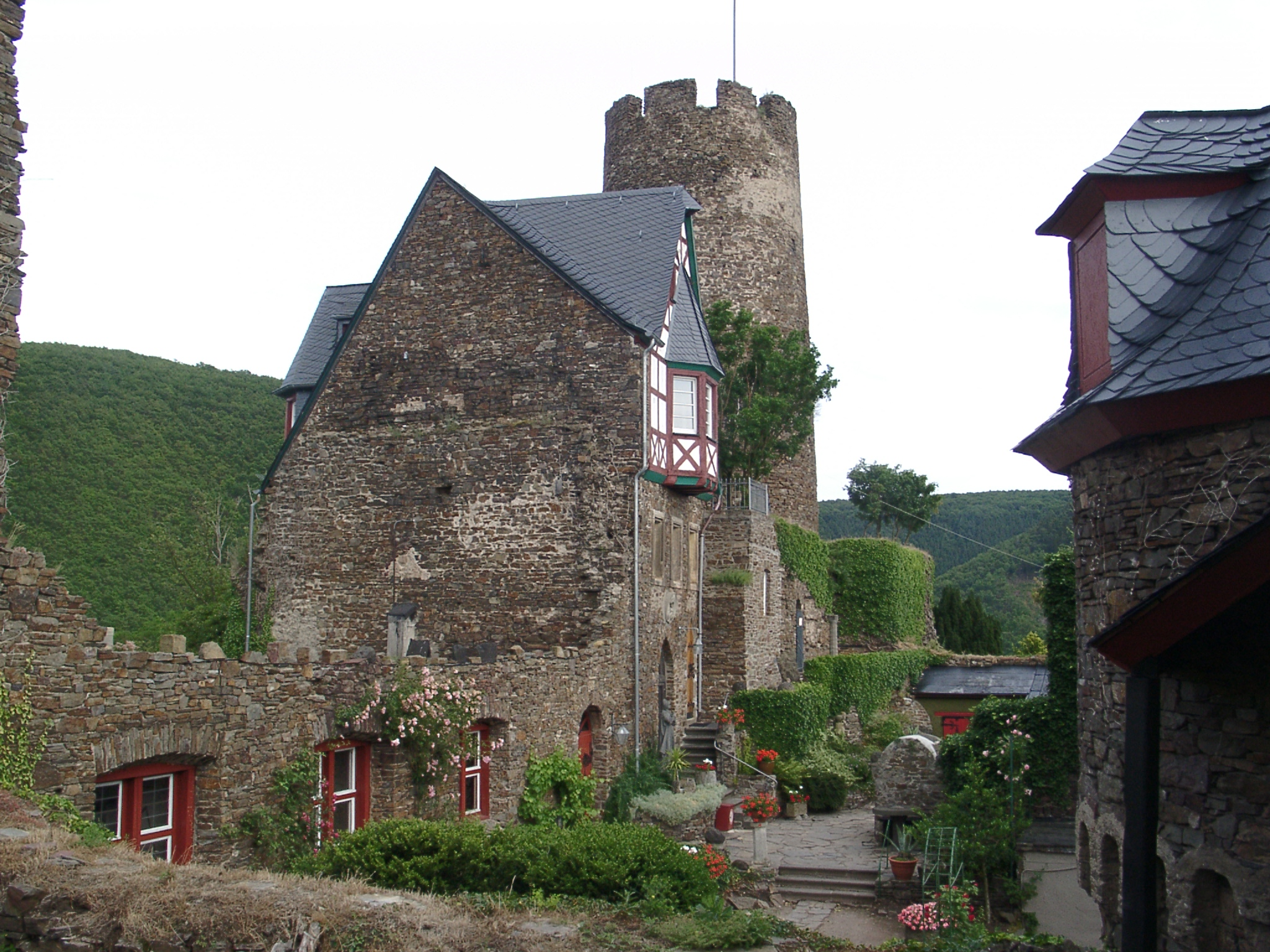
Le corps de logie et la chapelle ; au second plan, le donjon (Trierer Turm).

Le rempart occidental de la cour intérieure est flanqué de l’Herrenhaus, corps de logis encore habitable, reconstruit entre 1960 et 1962 sur des fondations médiévales, car il avait été détruit par les tirs d'artillerie américains en 1945, et avait pris feu. L'angle nord-ouest du bâtiment se prolonge par un chemin de ronde tourné vers la vallée de la Moselle et menant au rempart occidental, qui rejoint le châtelet de Cologne.
Une seconde porte, plus petite, mène de la basse cour à la cour d'honneur (Ehrenhof) au nord-ouest, où se trouve l'unique des trois citernes du château conservée, profonde de 20 m. La cour d'honneur était autrefois défendue sur son côté nord par un épais rempart, dont il ne subsiste aujourd'hui qu'un pan, conservant la hauteur et l'épaisseur d'origine.
À l'angle nord de la cour d'honneur se dresse une maison à colombages de trois étages, dont le premier sert de chambre d'hôte. Son rez-de-chaussée abrite une chapelle couverte de fresques aux murs et au plafond, avec un autel baroque de 1779 et des fonts baptismaux de 1515. Elle communique au nord-est avec le rez-de-chaussée encore intact du Trierer Palas.

## Le châtelet de Cologne

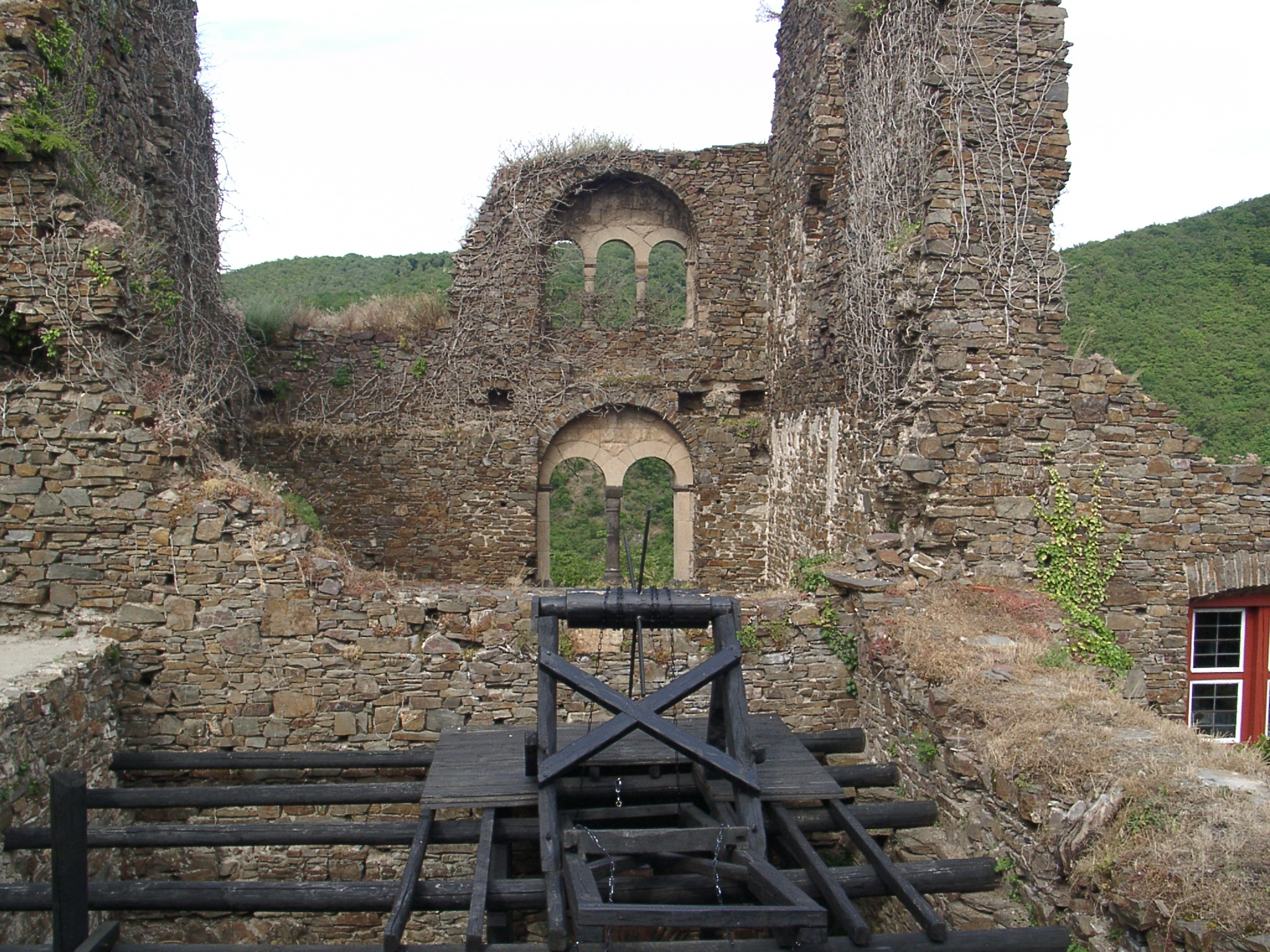
Ruines du Kölner Palas avec ses baies romanes.

Autrefois le châtelet de Cologne n'était accessible que par une étroite passerelle de bois et une porte principale, dite Pfalzgrafentor à l'angle nord-ouest de l'enceinte. Cette porte s'ouvre sur une cour intérieure, fermée sur son flanc sud-est par deux tours reliées par un chemin de ronde. Il subsiste des peintures murales à l'intérieur de la tour sud, qui représentent les armoiries de tous les seigneurs et propriétaires de l'endroit.

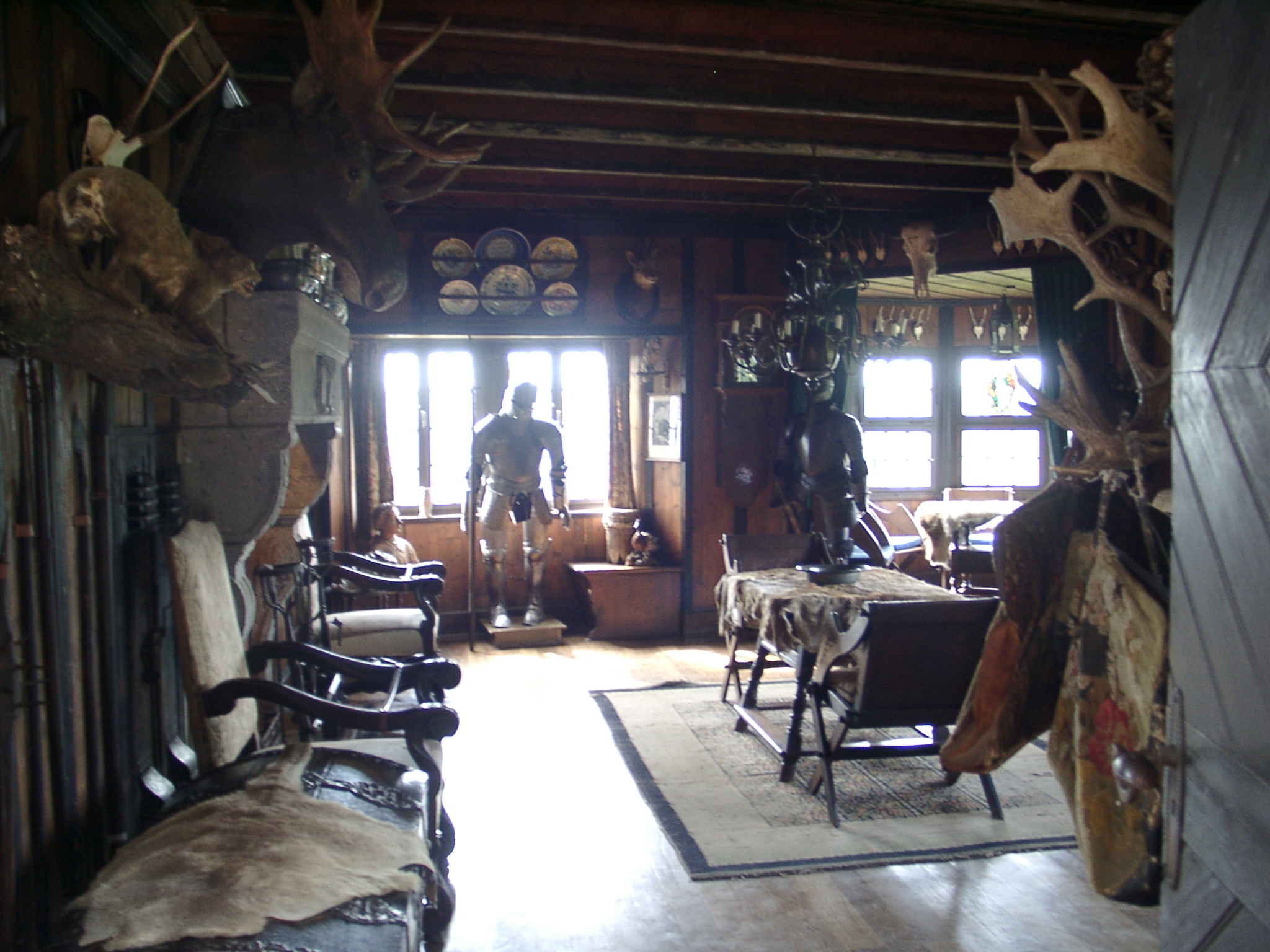
Le pavillon de chasse aménagé en musée.

La tour sud et les ruines du Kölner Palas du XVIe siècle sont reliées au parement oriental par l'ancien mur de séparation avec le castelet de Trèves. Le corps de logis, qui abritait autrefois la salle de garde, fut détruit en 1812-13 par l'armée napoléonienne, si bien qu'outre la cave il n'en reste que le rez-de-chaussée. Des étages supérieurs, il ne subsiste, outre les murs à pignon et les restes d'une cheminée, que le parement nord-est. Elle est percée de baies inspirées du roman tardif, mais qui ne datent en réalité que du début du XXe siècle.
L'angle septentrional du château abrite un pavillon de chasse (Jagdhaus) et ses deux tourelles, ainsi que le palais seigneurial (Herrenhaus), édifié sur les fondations primitives. Le rez-de-chaussée ne comporte qu'une seule pièce marquetée de panneaux sombres et des poutres apparentes : y sont exposés des trophées de chasse, des armes et armures ainsi que différents vestiges recueillis lors des fouilles. Un passage supérieur permet de rejoindre le donjon (Kölner Turm), dont le premier étage servait naguère de cachot. Y sont exposés aujourd'hui divers instruments de torture. Le donjon servait de tour d'observation et offre un superbe panorama sur la vallée de la Moselle.